# プロシード (東京都港区の企業)
株式会社プロシードは、タレントの広告キャスティングおよびエージェントを主な業務とする日本の企業。1989年設立。

## 関連企業
- 株式会社ディケイド
- 株式会社スイートルーム
- 株式会社キャストネット
- 株式会社ブレイブエンタティメント
- 株式会社RUF
- 株式会社ジャパンミュージックシステム
- 株式会社JFCC
- 有限会社ODDJOB
- 株式会社ボールド
- 株式会社プロシードR
- 株式会社ルネ
- Atmosphere Arts